# Prosačov
Prosačov é um município da Eslováquia, situado no distrito de Vranov nad Topľou, na região de Prešov. Tem 4,28 km² de área e sua população em 2018 foi estimada em 228 habitantes.

## Demografia
| Ano:        | 1994 | 2004    | 2014    | 2024   |
| ----------- | ---- | ------- | ------- | ------ |
| Broj ljudi: | 154  | 201     | 235     | 228    |
| Razlika:    |      | +30,51% | +16,91% | -2,97% |

| Ano:               | 2023 | 2024   |
| ------------------ | ---- | ------ |
| Número de pessoas: | 215  | 228    |
| Diferença:         |      | +6,04% |